# Eurycotis riveti
Eurycotis riveti är en kackerlacksart som beskrevs av Robert Walter Campbell Shelford 1913. Eurycotis riveti ingår i släktet Eurycotis och familjen storkackerlackor.
Artens utbredningsområde är Ecuador. Inga underarter finns listade i Catalogue of Life.